# Part Arena
Part Arena är en ishall i Kalix, Norrbotten. Hallen byggdes 1972 och hade då namnet Fururinken. Hallen rymmer 2 400 personer varav 300 stående. 2014 bytte arenan till sponsornamnet Part Arena.

## Historik
Den lokala Lions Club-föreningen brukar årligen anordna en loppmarknad i ishallen under våren där de insamlade pengarna går till välgörenhet. Loppmarknaden har arrangerats sedan c:a 1978.

### Galakväll Kalix-Kampala
Den 22 april 2010 arrangerades en galakväll på ishallen för att visa upp ett samarbete mellan Kalix och Ugandas huvudstad Kampala. Fem skolor i Kalix och fem skolor i Uganda hade jobbat i ett projekt som kretsade kring begreppet hållbar utveckling. Galakvällen bjöd på en musikal där cirka 200 elever från Kalix stod på scen. Galakvällen livesändes via satellit genom TV-kanalen UBC. Kalix kommun och Uganda hade ett partnerskapsavtal med stöd av Internationellt Centrum för Lokal Demokrati (ICLD).